# 張濬 (正德進士)
張濬（？—1517年），字深甫，號東泉，山東登州府黄縣人，軍籍。明朝政治人物。

## 生平
弘治十四年（1501年）辛酉科山东乡试舉人，九年（1514年）甲戌科三甲第十二名進士，授常熟县知县，正德十二年卒于任。以子貴累赠都察院右佥都御史。

## 家族
娶鄒氏。子张子立，嘉靖五年进士，官延绥巡抚。